# Коронне військо

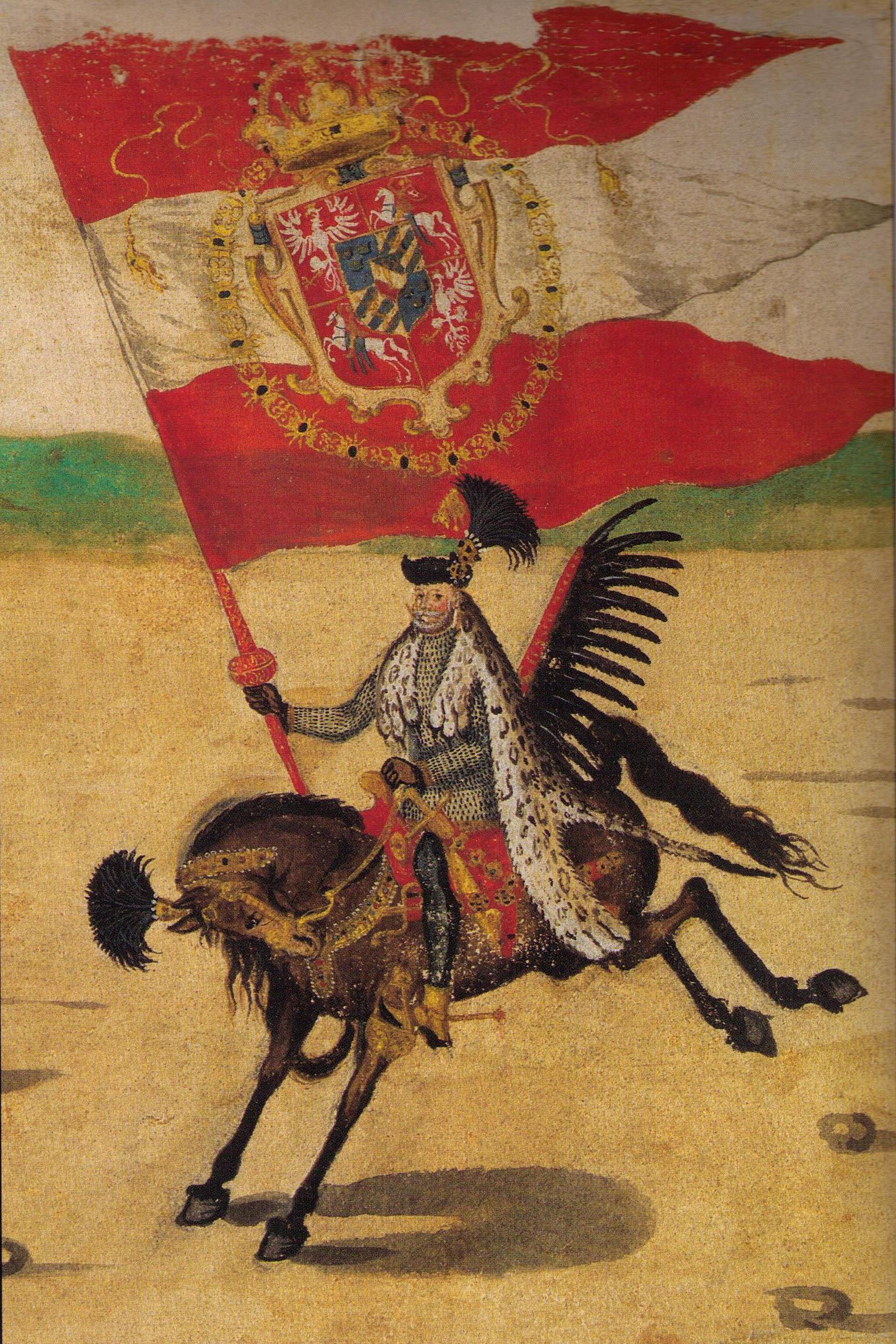
Хорунжий великий коронний

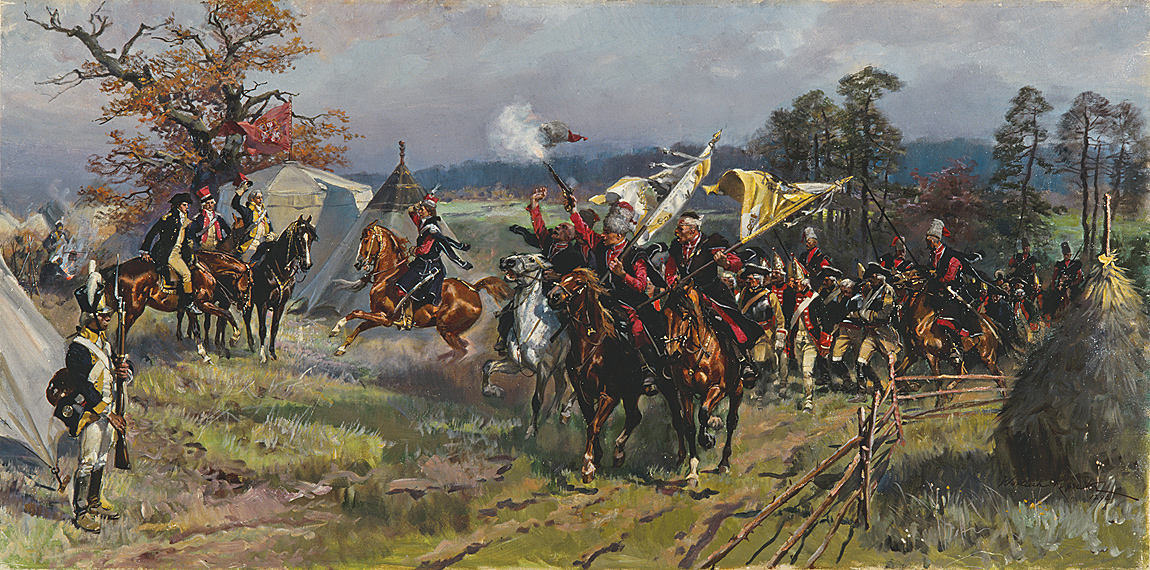
Після битви під Зеленцем Костюшко і о. Юзефа, вони приймають парад польських військ з військовополоненими, після побиття російських військ, картина Войцеха Коссака

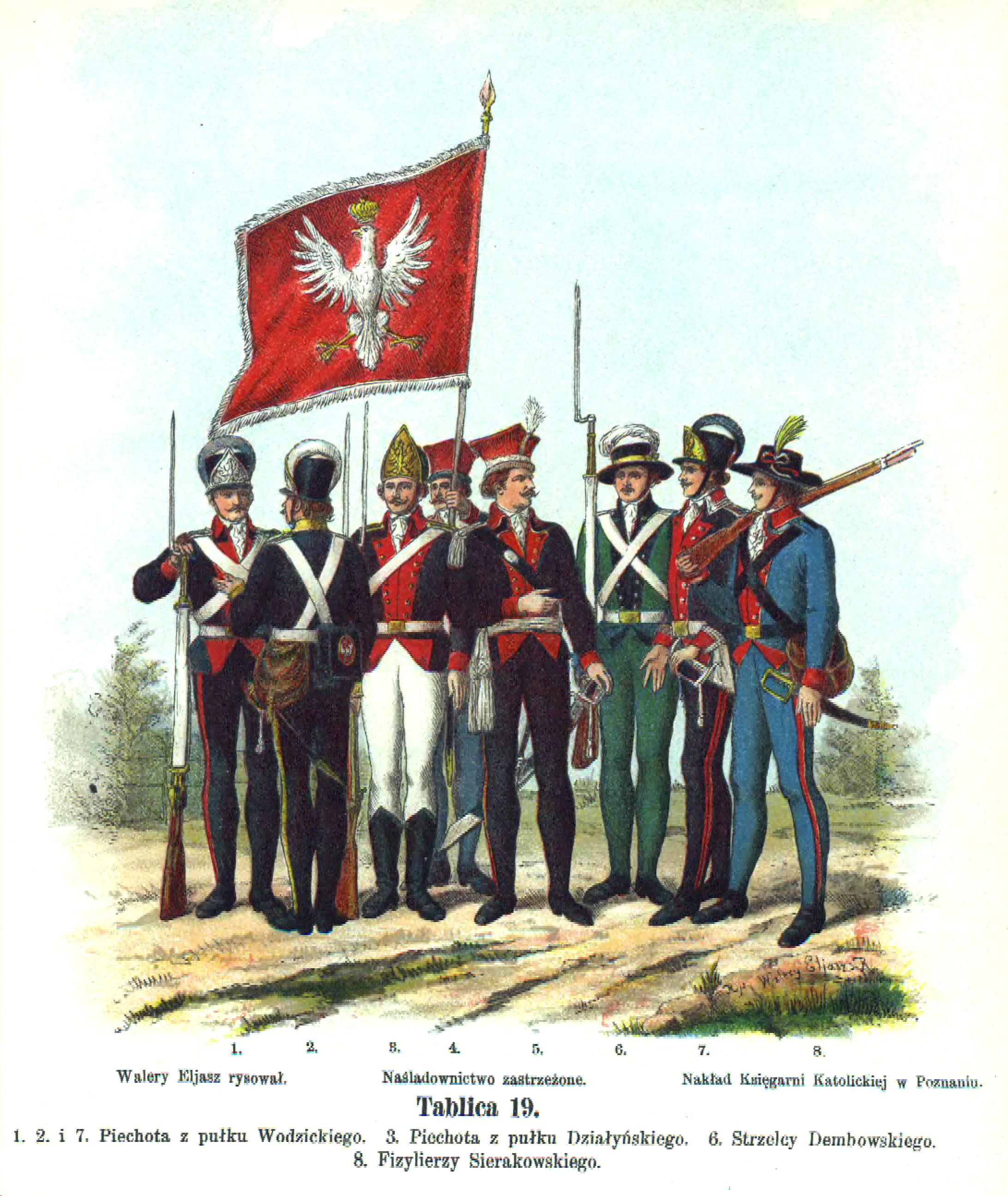
Піхота коронної армії, 1794 рік

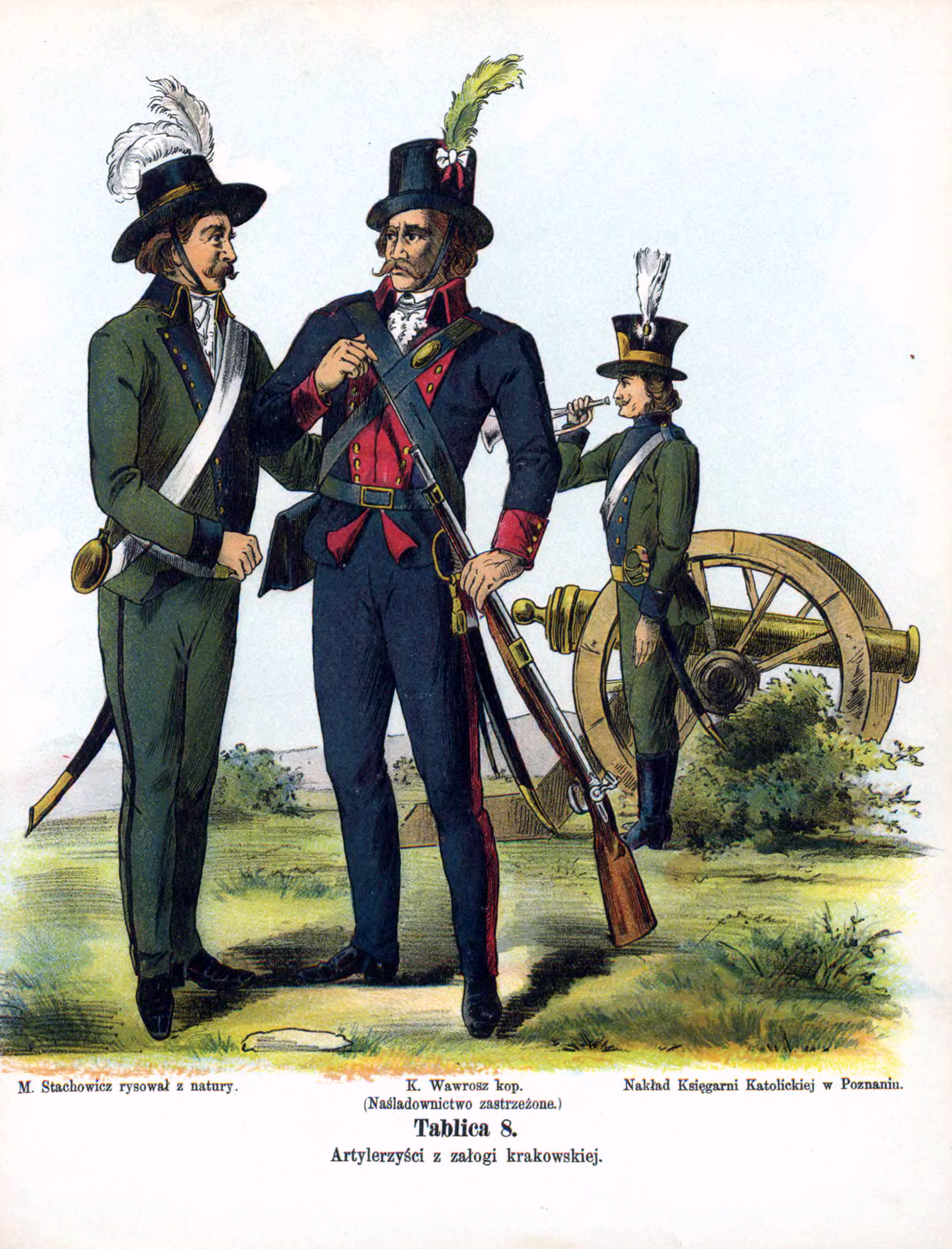
Артилеристи краківського гарнізону 1794 р.

Військо коронне — збройні сили Корони Королівства Польського в складі Речі Посполитої.

## Генеральний штаб коронної армії

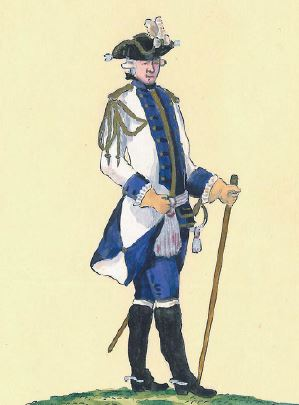
Генерал-ад'ютант в іноземній формі 1775 року

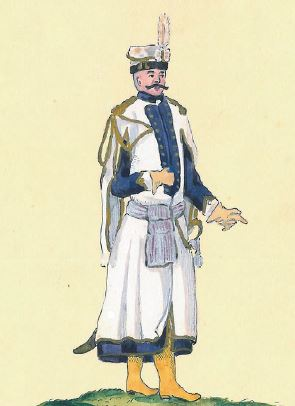
Генерал-ад'ютант у польському мундирі 1775 року

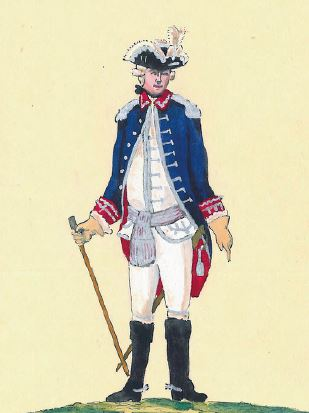
Генерал-лейтенант 1775 року

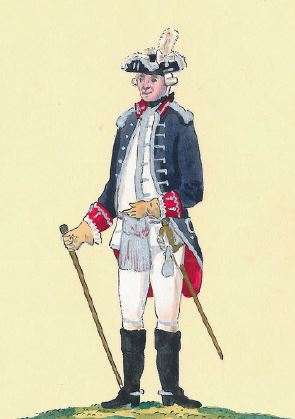
Генерал-майор 1775 року

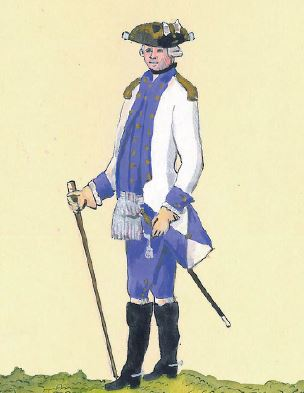
Ад'ютант 1775 року

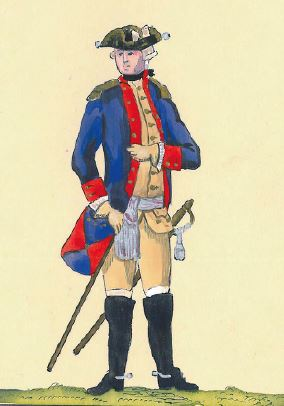
Офіцер генерального штабу 1775 року

Генеральний штаб являв собою групу людей, які обіймали високі державні посади — військові та цивільно-військові, одні вже зникають, інші втрачають своє змістовне значення, треті вже мають і набувають все більшого значення). До цієї групи входили також нижчі посадові особи Військового відомства Вічної ради, яке у 1776 р. разом із Військовою канцелярією короля перебрало від гетьманів владу над армією і стало прообразом Міністерства військових справ, а на 11 листопада 1788 р. була замінена Військова комісія. Згодом до цієї структури увійшли і квадратні майори.
У 1776 р. сейм визначив перелік посад генеральної старшини корони. Ними були:
- великий коронний гетьман
- польний коронний гетьман
- писар польний
- генерал коронної артилерії
- два генеральні інспектори
- польний коронний стражник
- польний коронний обозний
- два генерал-лейтенанти
- два генерал-майора
- чотири гетьманські адьютанти
- два гетьманських бунчужних
- комендант Кам'янця-Подільського
- посадові особи військового відомства:
  - писар
  - регент
  - полковник-картограф
  - аудитор
  - ад'ютант
  - інстуґатор

Змінився штат генерального штабу коронної армії. У 1780 р. він згадує лише 2 гетьманських ад'ютантів і генерал-ад'ютанта артилерії. У посаді з 1785 року з'явилися функції кардан-майора та архіваріуса.
У зв'язку зі спробою введення штатної 100-, а потім 65-тисячної армії в 1789 році генеральний штаб був розширений. Він передбачав такі посади та функції.
- великий коронний гетьман[Коментар 4]
- польний коронний гетьман[Коментар 5]
- польний коронний писар у чині генерал-лейтенанта[Коментар 6]
- польний коронний стражник
- великий коронний обозний
- генерал коронної артилерії
- два генерал-інспектора (кавалерії та піхоти)[Коментар 7]
- польний коронний стражник[Коментар 8]
- польний коронний обозний[Коментар 9]
- чотири генерал-лейтенанти командували дивізіями
- вісім генерал-майорів командували дивізіями
- генерал при королі[Коментар 10]
- комендант Кам'янецької фортеці в званні генерал-майора[Коментар 11]
- королівський ад'ютант у званні старшого полковника[Коментар 12]
- четверо королівських ад'ютантів у званні полковника[Коментар 13]
- два королівські бунчужні
- чотири гетьманські ад'ютанти у званні підполковника[Коментар 14]
- два гетьманські бунчужні[Коментар 15]
- військовий лікар
- хірург генерального штабу
- Посадові військової комісії:
  - військовий писар у званні капітана Національної кавалерії
  - військовий регент у званні лейтенанта Національної кавалерії
  - полковник-картограф
  - генеральний ревізор
  - ліквідаційний регент і касир у званні полковника
  - плакмайор у Варшаві
  - плакмайор в Кам'янці Подільському
  - генерал-ад'ютант Військової комісії в званні підполковника з подальшим просуванням в армії.
  - секретар в ранзі майора
  - архіваріус
  - інстугатор

## Коронні відділи
- 1-ша коронна дивізія — ген. о. Юзеф Понятовський
- 2-га коронна дивізія — ген. Арнольд Анастазій Бишевський
- 3-тя коронна дивізія — ген. Тадеуш Костюшко
- 4-та коронна дивізія — ген.-лейт. Степан Любовицький
- Києво-Брацлавська коронна дивізія — ген.-лейт. Степан Любовицький
- Малопольська коронна дивізія — ген.-лейт. Пьотр Ожаровський, генерал-майор Юзеф Водзицький
- Наднарвянська дивізія — ген. Єжи Грабовський
- Великопольська коронна дивізія — ген.-лейт. Арнольд Анастазій Бишевський
- Волино-Подільська дивізія — ген.-лейт. Михайло Любомирський

## Коронна піхота у XVIII ст/
У 1776 р., окрім семи колишніх полків (пішої гвардії, королівського, княжого, великобулавного, польового булавного, артилерійського та феодального), вже існували: полк маєтку Острозького та полк маєтку Ридзинського. Були сформовані полк Марціна Любомирського та полк Калікста Понінського. У 1777 р. спішилися три полки драгунів. У 1785 році створено полк ім Потоцького. Таким чином кількість полків досягла п'ятнадцяти. Нові полки отримали таку нумерацію після 1786 року. Їх організація не стандартизована. Піша охорона складалася з 2 батальйонів по 12 рот у кожному. Інші полки мали по одному батальйону. П'ять «старих» полків мали по 8 рот. 6-й ланський полк, чотири новостворені полки та три драгунські пішохідні полки складалися з шести, а 14-й полк с. Потоцького — з чотирьох рот. Роти складалися з 56-57 осіб. У чотирьох полках чисельність рот коливалася від 70 до 97 чоловік.
У 1786—1788 роках чисельність коронної піхоти, що складалася з п'ятнадцяти полків, двох угорських хоругв, обох булав і ченстоховського гарнізону, становила 7844 особи. Незважаючи на великі труднощі комплектування, фактичний стан полків мало чим відрізнявся від штатного.

### Полки
- 1-й коронний піхотний полк
- 2-й коронний піхотний полк
- 3-й піхотний полк Чапського

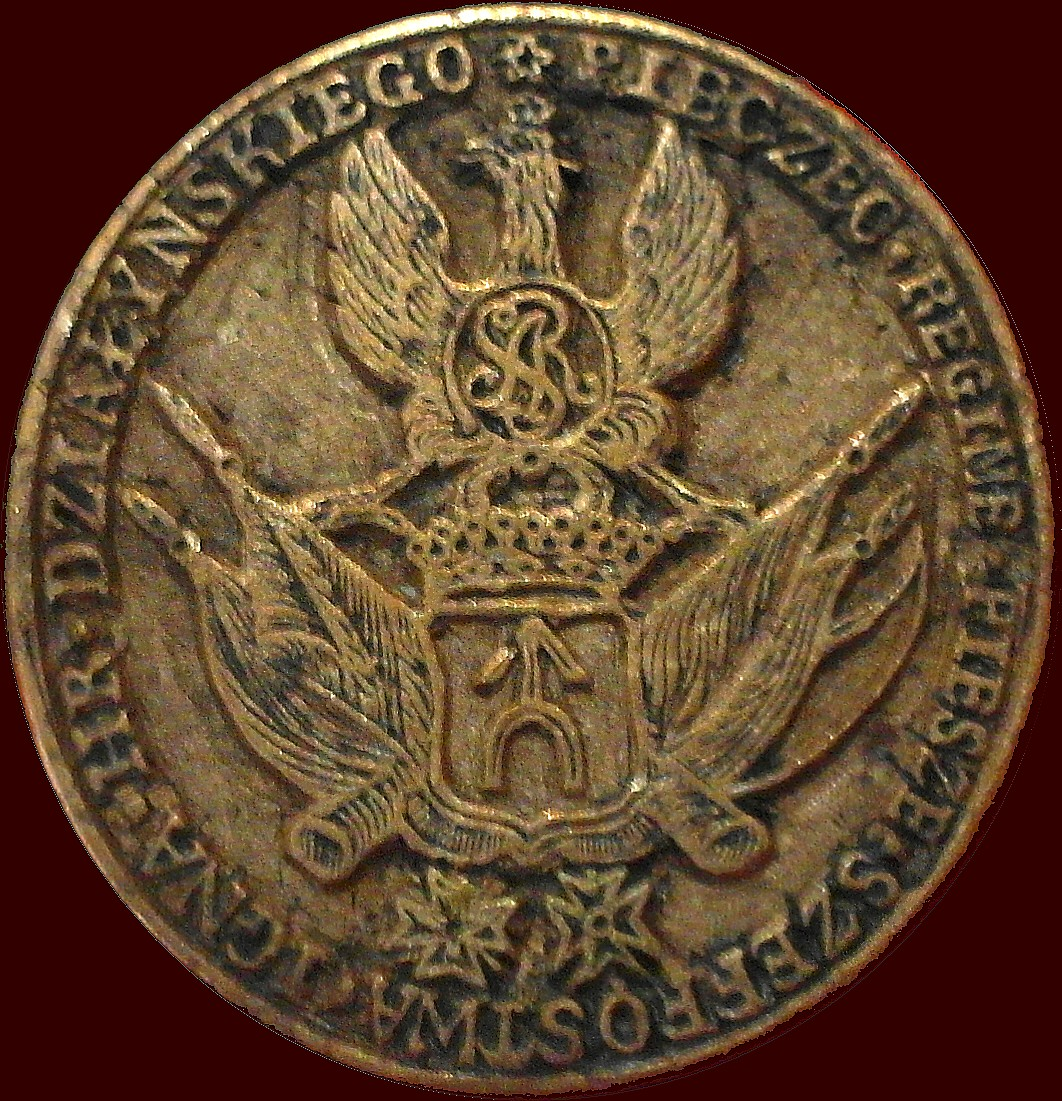
печатка 10-го піхотного полку під командуванням ген. Дзялинського з 1791 року

- 4 піший полк великої коронної булави
- 5-й стрілецький полк
- 6-й Ланувський піший полк
- 7-й піхотний полк Потоцького
- 8-й піхотний полк польної коронної булави
- 9-й піхотний полк Рачинського
- 10-й піхотний полк Ридзінського ордонансу
- 11-й гренадерський піший полк
- 12-й коронний піхотний полк
- 13-й піхотний полк Острозької ординації
- 14 піхотний полк Потоцького
- 15-й коронний піхотний полк
- 16-й піший полк Колишній скарбовий
- 17-й коронний піхотний полк
- 18-й коронний піхотний полк
- 19-й коронний стрілецький полк
- 20-й коронний піхотний полк
- 21-й коронний піхотний полк
- Коронний піший гвардійський полк
- Піхотний полк іцмені Віленської конфедерації
- 1-й Краківський гренадерський полк
- 2-й Краківський гренадерський полк
- Люблінський гренадерський полк
- Сандомирський гренадерський полк
- Стрілецький корпус
- Скеарбовий батальйон
- Ченстоховський гарнізон
- Познанський гарнізон
- Угорська хоругва Великої коронної булави (1717—1789, перевиданий у 1793 р.)
- Угорська хоругва Польової коронної булави (1717—1789, перевиданий у 1793)
- Угорська хоугва великого коронного маршалка (1717—1794)
- Варшавське ополчення
- «Українські» ополчення (за Волянським)

## Коронна кавалерія у XVIII ст
У 1778 році коронна кавалерія налічувала близько 4700 осіб. Остаточну організацію коронної кавалерії визначив пост 1784 року. Передбачалося чотири бригади національної кавалерії по 876 осіб кожна, два полки авангарду по 391 осіб кожен, три драгунські полки по 257 осіб кожен і полк коронної кінної гвардії — 465 осіб, всього 5522 осіб . Бригада мала складатися з шести ескадронів по 144 осіб в кожному, ескадрону з чотирьох хоругв по 35 осіб у кожному; полк авангарду — з восьми хоругв по 47 осіб у кожній; драгунський полк — з шести рот по 40 осіб кожна, кінна гвардія — з восьми рот приблизно по 50 осіб кожна. У кінній хоругві було лише 14 товаришів і 14 почту, в авангарді — 20 товаришів і 20 почту, у драгунській роті — 30 драгунів.
Внаслідок реформ Великого сейму відбулися зміни в структурі кінноти, зросла чисельність коронної кінноти. Найвищої чисельності кавалерія досягла перед початком війни з Росією в 1792 році. За штатними при царському придворному полку він налічував 20 924 солдати, а фактично 19 992. До цього треба додати близько 1200 вояків, мобілізованих до двох козацьких полків. Навесні 1793 року чотири бригади коронної кавалерії, два авангардних полки і частково третій полк були включені до складу російської армії. У вересні 1793 року коронна кіннота налічувала 12 594 солдати, а фактична чисельність становила 9617. Перед повстанням загальна чисельність кавалерії становила 8512 вояків.

### Військові формації
Є два способи нумерації коронних бригад 5-8-ї Національної кавалерії. За першим (прийнятим, між іншим, Б. Гембаржевським), «українських» бригад було 4: 5-та Національна кавалерійська бригада, іншими словами 3-тя Українська національна кавалерійська бригада, 6-та бригада СК — 2-га укр. Бригада СК, 7-а бригада СК — 1-ша бригада СК України, а 8-ма бригада СК — 4-та бригада СК України. За другим способом нумерації «українських» бригад було лише 2, а інші 2 були «волинськими»: 5 бригада СК — 1-ша бригада СК України, 6 бригада СК — 2-а бригада СК Волині, 7 бригада СК — 1 Волинь. Бригада СК та 8 бригада СК — 2-а Українська бригада КН.
- Коронна кінна гвардія
- 1-ша національна кавалерійська бригада (1-ша Великопольська) Дамазі Міодуського
- 2-га національна кавалерійська бригада (2-га Великопольська) Павла Бернацького
- 3-тя національна кавалерійська бригада (1 Малопольська) Пьотра Гадзевича
- 4-та національна кавалерійська бригада (2-га Малопольська) Яна Ерика Потоцького
- 5-та національна кавалерійська бригада (3-я Українська) Рафала Дзержека
- 6-та національна кавалерійська бригада (2-га Українська) Роха Єрліча
- 7-а національна кавалерійська бригада (1-ша Українська) Стефана Любовицького
- 8-ма національна кавалерійська бригада (4-та Українська) Станіслава Мокроновського
- 1-й авангардний полк Королеви
- 2-й полк авангарду великої коронної булави
- 3-й полк варти коронної булави
- 4-й коронний полк авангарду Xcia Вюртемберг
- 5-й коронний полк авангарду Xcia Любомирського
- 1-й полк вірних козаків Яна Потоцького
- 2-й полк вірних козаків Понятовського/Хоментовського
- Полк уланів полковника Станіслава Кенінга (1783) / полковника Францішека Войцеховського (1794)
- Українські добровольці (за Волянським)

## Технічні війська у XVIII ст
- Корпус коронної артилерії
- Корпус коронних інженерів
- Коронний понтонний корпус

## Фінансування
Коронне військо утримувалося згідно з фіскальними та військовими постановами Німого сейму 1717 р., які встановили бюджет у 5 425 000 злотих. З вересня 1727 р. у військовий бюджет додатково надходив феодальний податок від піхоти (доходи становили приблизно 117 тис. злотих на рік). Коронна артилерія зберігалася з другої чверті, заснованої 1637 р. т. зв «нові» (надходження в 1717—1735 рр. на суму близько 112 000—125 000 злотих). Крім того, сенатська рада виділила по кілька сотень тисяч злотих на укріплення Кам'янця Подільського та артилерію. Ці суми дозволяли утримувати в Короні близько 19 тис. зарплати, але насправді в Коронній армії служило в середньому 13 000 вояків, у війську Великого князівства трохи більше 4 тис. вояків, тому що платня воєначальникам займала від кількох до кількох десятків ставок залежно від чину. У середині XVIII століття в Речі Посполитій також служило близько 30 000 євреїв. магнатські вояки.

## Виноски
1. 1 2 3 4 5 6 7 8  Machynia та Srzednicki, 2002.
2. ↑  Andrzej Grabski i inni, Zarys dziejów wojskowości polskiej s. 209.
3. ↑  Andrzej Grabski i inni, Zarys dziejów wojskowości polskiej s. 210.
4. ↑  Tomasz Ciesielski, Potencjał militarny Rzeczypospolitej Obojga Narodów w okresie polskiej wojny sukcesyjnej 1733—1735. Wybrane aspekty.